# Classe November

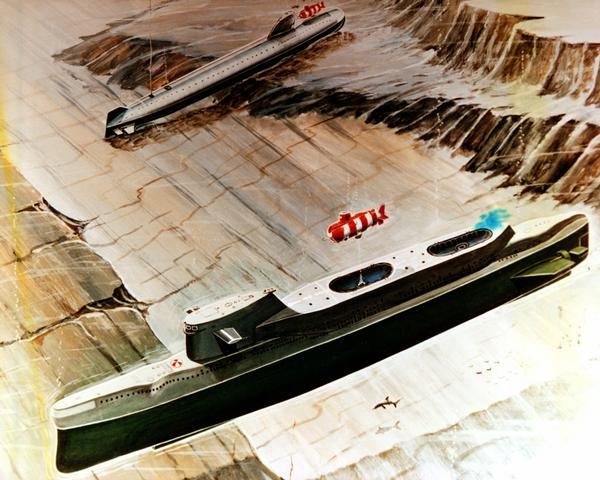
Vue d'artiste d'un sous-marin soviétique de la Classe India déployant un sous-marin de sauvetage transporté à bord pour assister un sous-marin de la classe November

Désignés sous l’appellation Projet 627 « Kit » (« baleine » en russe), les sous-marins nucléaires d'attaque de la classe November (selon le code OTAN) furent les premiers sous-marins à propulsion nucléaire construits par l'Union soviétique au début de la guerre froide.
En gardant une conception traditionnelle avec la longue coque à deux hélices typique des derniers submersibles de la Seconde Guerre mondiale, les Soviétiques, en construisant les November, se soucièrent plus d'établir rapidement une flottille de sous-marins à propulsion nucléaire que de leur donner de réelles capacités opérationnelles et offensives.

## Historique - La genèse du Projet 627
Le « Projet 627 » représente en fait le prototype des sous-marins de la classe November. Les sous-marins de série, complètement armés et équipés, seront par la suite dénommés : « 627-A ». Au total, treize sous-marins de ce type seront construits.
Premier sous-marin à propulsion nucléaire soviétique, le K-3 Leninski Komsomol (no 254) est mis en chantier le 9 août 1957. Des problèmes de construction et de mise en application des technologies spécifiques au nucléaire retardent son lancement.
Il prend la mer pour sa première mission le 3 juillet 1958. Quatre ans plus tard, le 17 juillet 1962, il est le premier sous-marin de la marine soviétique à atteindre le pôle Nord, en passant sous les glaces.

## Incidents techniques
Toutefois, malgré ces premiers succès encourageants, de nombreux problèmes techniques vont jalonner la vie du K-3.
L'un des plus graves se produit en juin 1962 : une fuite entraîne une panne du circuit de refroidissement du réacteur, dont le cœur se met à surchauffer, ce qui provoque un incendie qui se propage rapidement aux compartiments voisins, risquant presque de couler le bâtiment. Remorqué jusqu'à sa base navale de Zapadnaïa Litsa, le K-3 est mis en réparation.
Au lieu de désactiver le réacteur, le compartiment des réacteurs est découpé et coulé tel quel au fond de la baie d'Abrosimova dans la mer de Kara.
Un second compartiment avec deux réacteurs neufs est alors mis en place, et le K-3 put ainsi reprendre la mer. Ce qui n'empêche pas un second incident, de moindre gravité, de survenir en 1967.
Les bateaux de cette classe ont été désarmés entre 1987 et 1990, hormis le K-8 (coulé en 1970).
En 1991, un mémorial est érigé à Zapadnaïa Litsa, en mémoire des morts du K-3.